# 大阪港トランスポートシステム
株式会社大阪港トランスポートシステム（おおさかこうトランスポートシステム、英: Osaka Port Transport System Co., Ltd.）は、大阪府大阪市内で鉄道事業とトラックターミナルその他流通施設管理などを行っている第三セクター会社。大阪市などが出資している。略称はOTS。本社は大阪府大阪市住之江区南港東四丁目10番108号、大阪南港トラックターミナル管理棟2階。

## 沿革
- 1974年（昭和49年）7月10日 - 株式会社大阪南港複合ターミナルとして設立。
- 1976年（昭和51年）10月4日 - 大阪南港トラックターミナル開業。
- 1989年（平成元年）8月 - 大阪港トランスポートシステムに商号変更。
- 1997年（平成9年）
  - 10月17日 - 管理を受託した大阪港咲洲トンネルが開通。
  - 12月18日 - テクノポート線とニュートラムテクノポート線の営業を開始[5]。
- 2005年（平成17年）7月1日 - 大阪市交通局へテクノポート線の運営を移管、ニュートラムテクノポート線の施設・車両を譲渡。大阪港トランスポートシステムは第三種鉄道事業者となる（詳細は路線の節にて後述）。
- 2009年（平成21年）
  - 2月16日 - 大阪港咲洲トンネルの回数券約1万1千枚、2億2800万円相当の紛失を公表（詳細は不祥事の節で後述）。
  - 5月31日 - 大阪港咲洲トンネルの指定管理者としての管理運営終了。6月1日から阪神高速道路が同トンネルの指定管理者となる[6]。
- 2025年（令和7年）
  - 1月19日 - 第一種鉄道事業者区間[7]として旧テクノポート線の延伸・北港テクノポート線の一部となるコスモスクエア駅 - 夢洲駅間が開業（ただし、自社では営業を行わない）。

## トラックターミナル・流通施設管理事業
本来の事業として、長距離を走る大型路線トラックと市内を走る小型集配車を中継する機能を持つトラックターミナルや流通倉庫などの運営を行っている。これらの拠点はすべて大阪市住之江区にある。
- トラックターミナル
  - 大阪南港トラックターミナル
- 駐車場・車両整備設備
  - 大阪区域トラックセンター
  - 大阪南港海上コンテナシャーシプール
- 流通倉庫
  - 大阪港化学品センター
  - 大阪南港R物流センター
  - 南港航空貨物ターミナル

## 鉄道事業
鉄道事業として、Osaka Metro中央線の大阪港駅から夢洲駅まで、およびOsaka Metro南港ポートタウン線のコスモスクエア駅からトレードセンター前駅までの区間における線路を保有している。2005年6月30日までは大阪港 - コスモスクエア - 中ふ頭間を大阪港トランスポートシステムが「南港・港区連絡線」として直接運営していた（詳細は路線の節を参照）。
大阪南港の埋立地に、新たな集客施設として大阪ワールドトレードセンタービルディング（WTC。現在の大阪府咲洲庁舎）やアジア太平洋トレードセンター（ATC）といったタワー型ビルや商業施設が開設されたが、鉄道による交通アクセスが大阪市交通局南港ポートタウン線（現在のOsaka Metro南港ポートタウン線。愛称ニュートラム）しかないという欠点があった。梅田や難波など市内中心部からは、大阪市営地下鉄四つ橋線（現在のOsaka Metro四つ橋線）を経由し住之江公園駅乗り換えでニュートラムを利用するしかなく遠回りで時間がかかるという不便さが災いし、バブル崩壊による不況も重なって企業誘致が思うように進まず空き地だらけなうえに、一度は南港に移転した企業の中には再び都心部へ戻ってしまった企業もあるという悪循環であった。その不便さを解消するために計画されたのが、大阪港駅と中ふ頭駅を結ぶ鉄道路線であった。
ただ、路線が計画された当時は、当区間の建設が公共輸送とは認められず、「利益誘導」と見做されたため、公共交通の事業者（ここでは大阪市）の路線としては不適格との見解から、大阪市営地下鉄中央線（現在のOsaka Metro中央線）の延伸線としては国から建設費の補助を受けられなかった。そのため、建設費軽減を目的に、第三セクターである大阪港トランスポートシステムに白羽の矢を立て、同社が鉄道路線を建設し、かつ中央線とは「別会社、別路線」扱いにして運営も委ねることで、当区間の建設に漕ぎ付けた。
当初は大阪港 - 中ふ頭の全区間をニュートラムで結ぶ計画（南港テクノポート線）であったが、コスモスクエア駅周辺でのライブホール（Zepp Osaka。1998年開設、2012年閉鎖）の観客輸送など開業後の輸送需要を勘案し、最終的に中ふ頭 - コスモスクエア間はニュートラム（ニュートラムテクノポート線）、コスモスクエア - 大阪港間は中央線と同様の第三軌条方式（テクノポート線）に変更された。

### 路線

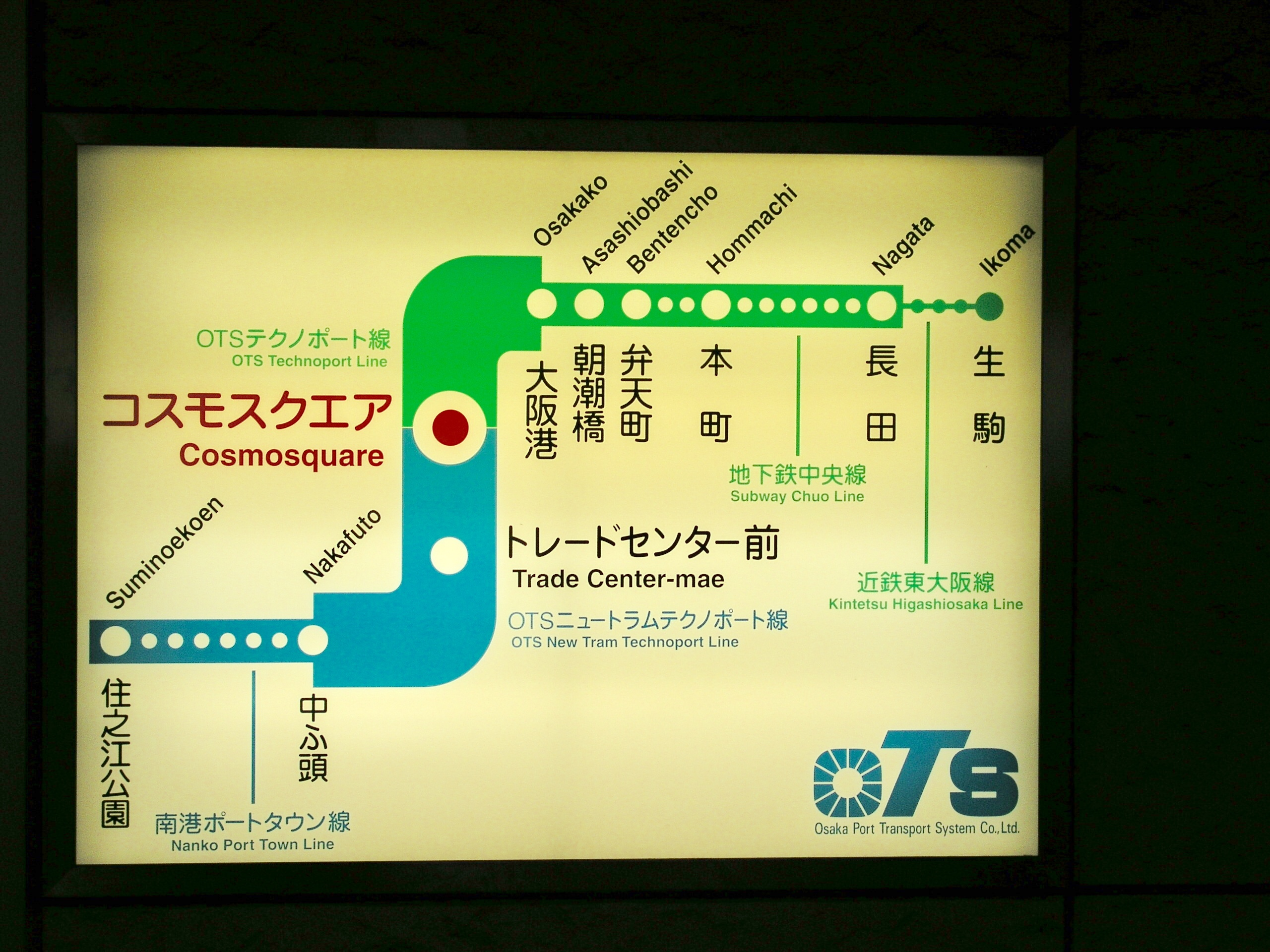
テクノポート線・ニュートラムテクノポート線を強調したOTS仕様の路線図。なお、大阪市交通局の路線に転じた際、ロゴと路線名がテープで覆われている（2004年2月4日にコスモスクエア駅にて撮影、現存せず）。

- 現有区間（北港テクノポート線以外は大阪港トランスポートシステムが第三種鉄道事業者、大阪市高速電気軌道〈Osaka Metro〉が第二種鉄道事業者）
  - 中央線
    - （旧：テクノポート線） 大阪港 - コスモスクエア 2.4km
    - （北港テクノポート線）コスモスクエア - 夢洲 3.2km（大阪港トランスポートシステムが第一種鉄道事業者、Osaka Metroが第二種鉄道事業者[7]）

  - 南港ポートタウン線（旧：ニュートラムテクノポート線） コスモスクエア - トレードセンター前 0.6km
- 譲渡区間（軌道事業）
  - ニュートラムテクノポート線 トレードセンター前 - 中ふ頭 0.7km

2005年6月30日までは大阪港 - 中ふ頭間を南港・港区連絡線として大阪港トランスポートシステムが直接運営しており、愛称は大阪港 - コスモスクエア間がテクノポート線、コスモスクエア - 中ふ頭間がニュートラムテクノポート線であった。
- 未成区間（大阪港トランスポートシステムが第一種鉄道事業者）
  - 北港テクノポート線 新桜島 - 夢洲 4.3km[8][9]
    - 夢洲 - コスモスクエア間 (3.2km) は、2025年1月19日に開業（上述）。

大阪港 - コスモスクエア間およびコスモスクエア - 中ふ頭間は1997年の開業以来、大阪港トランスポートシステムが第一種鉄道事業者（大阪港 - コスモスクエア - トレードセンター前間）、軌道事業者（トレードセンター前 - 中ふ頭間）として直接運営していたが、直通運転している大阪市交通局の地下鉄・ニュートラムと運賃体系が別立てであったため、運賃が割高となり、開業当初見込みよりも利用者数が低迷していた。
そのため、2005年7月1日に大阪市交通局へ線路以外の鉄道施設・車両を譲渡して、同局が第二種鉄道事業者として路線を運営することで、同局の地下鉄などと運賃体系を統一して運賃値下げを図ることになった。同時に大阪港トランスポートシステムは線路の保有のみを行う、大阪港 - コスモスクエア - トレードセンター前間の第三種鉄道事業者となった。これにより日本の新交通システムでは唯一であった異なる事業者間での直通運転は消滅した。
乗務員は、OTS線内も交通局の乗務員が通しで乗務していた。
大阪市交通局は、2018年4月1日の市営交通の民営化に伴い廃止され、第二種鉄道事業者は交通局の地下鉄・ニュートラムの事業を継承した大阪市高速電気軌道（Osaka Metro）となった。
また、コスモスクエア駅から大阪港上の人工島である夢洲（ゆめしま）の夢洲駅、舞洲（まいしま）の舞洲駅（仮称）を経て此花区の新桜島駅（仮称）へ延びる「北港テクノポート線」の開業を目指して事業化に着手したが、最大の目的であった2008年の大阪オリンピック招致に失敗したことからその採算性を問題視され、コスモスクエア駅 - 夢洲駅間の沈埋トンネル「夢咲トンネル」のみが建設された。同トンネルの鉄道部分は準備工事のみで、道路部分のみが2009年8月1日に先行開通している。その後、コスモスクエア - 夢洲間（南ルート）については夢洲が2025年日本国際博覧会の会場として決定したことなどを受け、2019年に事業が再開され、2025年に開業している。南ルートについては2023年8月にOsaka Metroが第二種鉄道事業許可を申請しており、大阪港駅 - コスモスクエア駅間と同様に大阪港トランスポートシステムが線路を保有し、Osaka Metroが運営する形になる。

### 車両

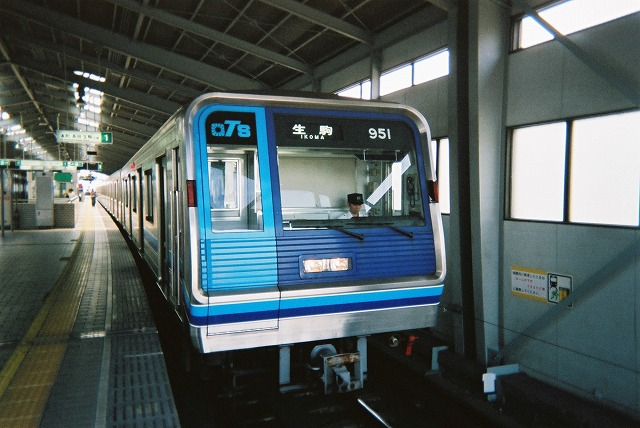
OTS系。現在は大阪市交22系に編入（2005年夏頃 大阪港駅）

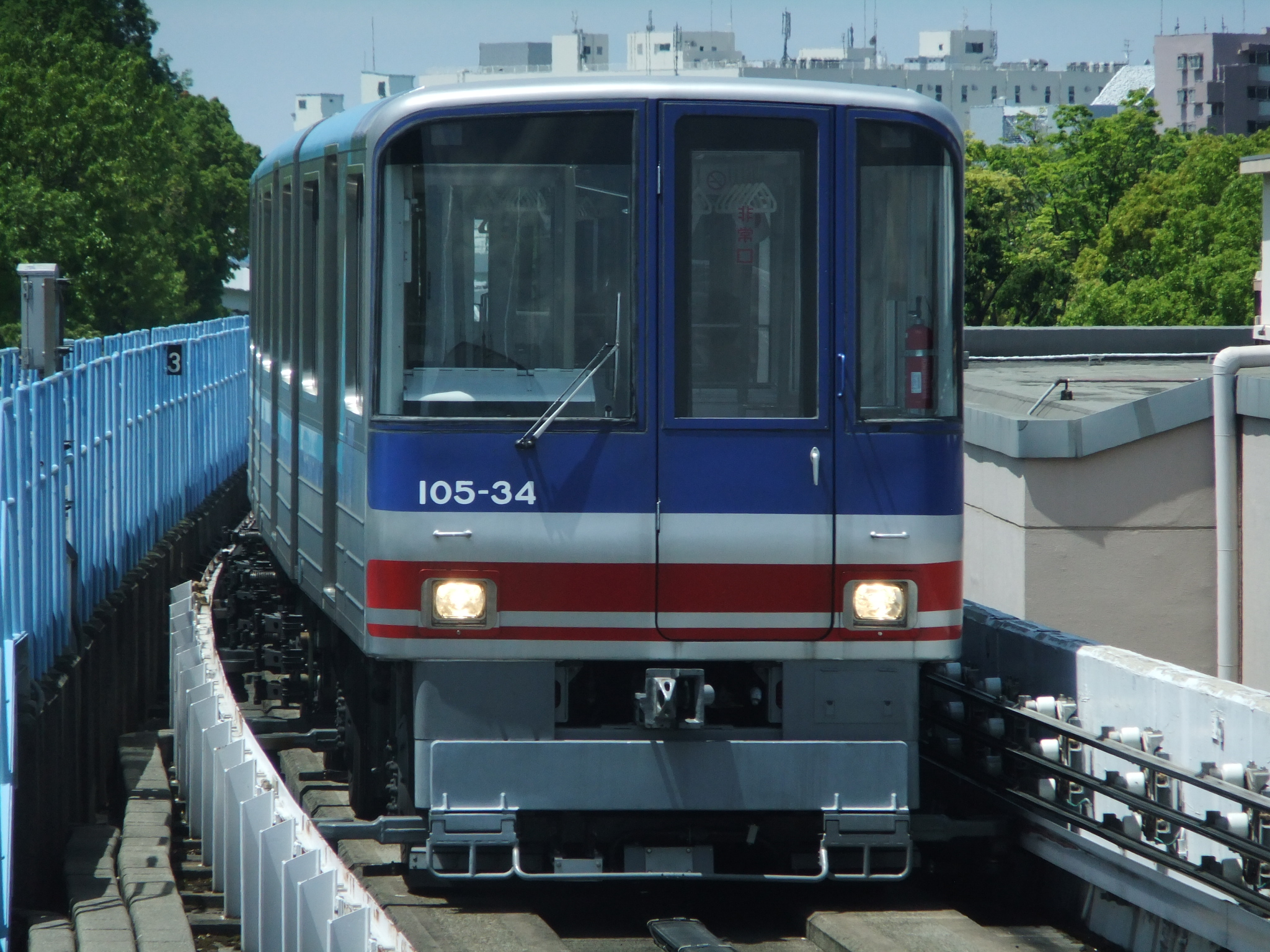
OTS100系

大阪港トランスポートシステムはテクノポート線・大阪市営地下鉄中央線（現：Osaka Metro中央線）・近畿日本鉄道（近鉄）東大阪線（現：けいはんな線）用の自社車両としてOTS系を保有していたが、2005年7月に大阪市交通局に譲渡され、中央線で24系50番台として走行した後、近鉄けいはんな線との相互直通運転区間拡大に伴う車両転用計画に基づき22系に改造され、大阪市営地下鉄谷町線（現：Osaka Metro谷町線）へ移籍した。移籍後は、OTS系独特の塗装やオーシャンブルーの座席を見ることはできなくなったが、床や化粧板などは現在もOTS時代のままである。前述の通り、近鉄けいはんな線（生駒駅 - 学研奈良登美ヶ丘駅）開業前の2006年3月以前に全編成が転属したため、生駒以東に営業列車で乗り入れたことはない。
また、ニュートラム用の100A系も33 - 35編成がOTS100系を名乗っていたが、こちらも2005年7月の大阪市交通局譲渡時に100A系に編入された。100A系編入後もOTSカラーのままで、車内も座席以外はそのままだった。2016年に第33編成と第35編成が廃車となり、第34編成のみが唯一Osaka Metroに継承されたが、2019年に運用を終了した。

## 不祥事
大阪港トランスポートシステムが当時管理を受託していた大阪港咲洲トンネルの通行回数券が、約1万1,000枚（約2億2,800万円分）に亘り紛失していたことが、同社の内部調査により、2009年2月16日に発覚した。また、同回数券の利用実績が、販売実績を上回る異常事態も起こった。トンネル管理事務所の当時の所長で販売管理担当をしていた元社員の男性が横流しした疑いがもたれた。
同社は、この元社員を、業務上横領で告訴した上、約2億円の損害賠償を求め大阪地裁に訴えを起こした。2010年5月17日に、大阪府警察捜査2課がこの元社員を業務上横領の容疑で逮捕した。